# Свердлова Анастасія Василівна
Анастасія Василівна Свердлова (нар. 19 лютого 1989) — українська футболістка та футзалістка, захисниця уманських «Пантер».

## Життєпис
На початку кар'єри декілька років виступала за команду «Атекс-СДЮШОР №16» (Київ), відзначилася 8-а голами у вищій лізі України, однак її команда як правило фінішувала в нижній частині таблиці. Також грала у футзал за команду НУХТ (Київ), входила до числа призерів та найкращих бомбардирів вищої ліги України.
У 2012 році спортсменка перейшла в російський клуб «Дончанка» (Азов). Дебютний матч у вищій лізі Росії зіграла 8 жовтня 2012 року проти «Мордовочки», замінивши на 70-й хвилині Галину Миць. Всього по ходу сезону 2012/13 років зіграла 6 матчів у чемпіонаті Росії, з них тільки одну гру провела повністю.
У 2013 році повернулася на Україну, де ще три сезони виступала за свій колишній клуб «Атекс», а потім перейшла в команду «Пантери» (Умань). Після дворічної перерви, в 2019 році знову повернулася в «Пантери».
Виступала за молодіжну збірну України. Викликалася до складу національної збірної України.